# Амиров, Джамиль Фикрет оглы
Джамиль Фикрет оглы Амиров (азерб. Cəmil Fikrət oğlu Əmirov; род. 3 мая 1957, Баку) — азербайджанский композитор, джазмен, народный артист Азербайджана (2018 год), лауреат премии Президента Азербайджанской Республики (с 2016 года).

## Жизнь и деятельность
Джамиль Фикрет оглы Амиров родился 3 мая 1957 года в семье знаменитого азербайджанского композитора Фикрета Амирова.
В период с 1965 по 1975 годы он получил образование в средней музыкальной школе имени Бюльбюля на фортепианном отделении. Затем в период с 1975 по 1980 годы он учился на факультете композиции Азербайджанской государственной консерватории имени Узеира Гаджибекова (сегодняшняя Бакинская музыкальная академия) в классе Джевдета Гаджиева. В 1980—1982 годах продолжил обучение в аспирантуре.

## Профессиональная деятельность
- Амиров работал в Азербайджанском государственном камерном оркестре в период с 1978 по 1983 годы.
- Он был руководителем ансамбля «Qobustan» эстрадно-фольклорного ансамбля при Азербайджанского радио и телевидения. в период с 1983 по 1985 годы.
- С 1985 по 1989 годы в ансамбле Рафика Бабаева Азербайджанского радио и телевидения.
- В 1989—1990 годах Амиров был музыкальным руководителем Азербайджанского государственного театра мугама.
- С 1991 по 1992 годы он был музыкальным руководителем Джирахского государственного эстрадно-симфонического оркестра «Qaya».
- В последующие годы он занимал различные должности в музыкальной сфере, работая с ансамблями, оркестрами, и участвуя в международных фестивалях.

### Семья
- Отец — Фикрет Амиров
- Мать — Аида Амирова
- Сестра — Севиль Амирова

## Награды
- В 2006 году ему было присвоено звание Заслуженный деятель искусств Азербайджана[1].
- В 2018 году он получил звание Народный артист Азербайджана[2].
- С 2016 года он является лауреатом премии Президента Азербайджанской Республики[3][4][5][6].
- С 2020 года он является персональным пенсионером Президента Азербайджанской Республики[7].

## Фильмография
1. «Armudu» (фильм, 1986)
2. «Bir dəfə görmək…» (фильм, 1984)
3. «Dəvətnamə» (фильм, 1989)
4. «Həvəskarlar və ya peşəkarlar» (фильм, 1987)
5. «İkinci həyat» (фильм, 1984)
6. «Kədərimiz… Vüqarımız…»
7. «Qudyalçay» (фильм, 2001)
8. «Oktyabr və Azərbaycan» (фильм, 1987)
9. «Oyun» (фильм, 1996)
10. «Sakit Yonun macəraları» (фильм, 1985)
11. «Talada ev» (фильм, 1986)
12. «Təkəlduz» (фильм, 1985)
13. «Bahar əyləncələri» (фильм, 1989)